# إدارة كانيلونيس
إدارة كانيلونيس (بالإسبانية: Departamento de Canelones)‏ هي إدارة في الأوروغواي، بلغ عدد سكانها 531,770 نسمة وذلك حسب إحصائيات سنة 2011، عاصمتها كانلونيس، تبلغ مساحتها 4,536 كيلومتر مربع. تشترك في الحدود مع: إدارة مونتفيدو وإدارة مالدونادو وإدارة سان خوسيه وإدارة فلوريدا وإدارة لافاليخا.

## التاريخ
كانت الإدارة إحدى البلديات الست التي ظهرت مع التقسيم الأول للجمهورية في 27 يناير 1816، كانت ولايتها القضائية الأولى تمتد من نهر سانتا لوسيا إلى إدارة مونتيفيديو.

## السكان
| الجماعات العرقية في إدارة كانيلونيس (2011) | الجماعات العرقية في إدارة كانيلونيس (2011) | الجماعات العرقية في إدارة كانيلونيس (2011) | الجماعات العرقية في إدارة كانيلونيس (2011) | الجماعات العرقية في إدارة كانيلونيس (2011) |
| ------------------------------------------ | ------------------------------------------ | ------------------------------------------ | ------------------------------------------ | ------------------------------------------ |
| الجماعات العرقية                           | الجماعات العرقية                           |                                            | النسبة                                     | النسبة                                     |
| White                                      | White                                      |                                            | 93.1%                                      | 93.1%                                      |
| أوروغوايانيون ذو أصول أفريقية ‏             | أوروغوايانيون ذو أصول أفريقية ‏             |                                            | 7.4%                                       | 7.4%                                       |
| سكان أصليون                                | سكان أصليون                                |                                            | 4.9%                                       | 4.9%                                       |
| آسيويون                                    | آسيويون                                    |                                            | 0.5%                                       | 0.5%                                       |
| بدون/آخر/غير محدد                          | بدون/آخر/غير محدد                          |                                            | 1.8%                                       | 1.8%                                       |

بلغ عدد سكان إدارة كانيلونيس 520,187 نسمة (253,124 ذكر و267,063 أنثى) و222,193 (زيادة +44.25٪ مقارنة بعدد 2004 الذي بلغ 153,931) أسرة. بلغ عدد سكان الريف 48,219 نسمة (9.3٪).
البيانات الديموغرافية للإدارة في عام 2010:
- معدل النمو السكاني: 1,095٪
- معدل المواليد: 14.83 مولود لكل 1,000 شخص
- معدل الوفيات: 8.45 حالة وفاة / 1,000 شخص
- متوسط العمر: 32.9 (31.4 ذكور و34.3 إناث)
- متوسط العمر المتوقع عند الولادة
- إجمالي عدد السكان: 76.37 سنة
- ذكر: 72.95 سنة
- أنثى: 80.00 سنة
- متوسط دخل الأسرة الواحدة: 25,087 بيزو / شهر
- دخل الفرد في المناطق الحضرية: 10,015 بيزو / شهر

### المدن الكبرى
فيما يلي المدن الكبرى في الإدارة حسب تعداد 2011.
| المدينة / البلدة                 | السكان  |
| -------------------------------- | ------- |
| سيوداد دي لا كوستا ‏ (**)         | 113,257 |
| لاس بيدراس، أوروغواي ‏            | 71,258  |
| باروس بلانكوس ‏                   | 31,650  |
| باندو، أوروغواي ‏                 | 25,947  |
| La Paz                           | 20,524  |
| كانلونيس                         | 19,865  |
| سانت لوسيا                       | 16,742  |
| Progreso                         | 16,244  |
| Villa Crespo y San Andrés        | 9,813   |
| Colonia Nicolich                 | 9,624   |
| Fracc. Camino del Andaluz y R.84 | 9,295   |
| Salinas *                        | 8,626   |
| بارك دلبلاتا ‏ *                  | 7,896   |
| San Ramón                        | 7,133   |
| Joaquín Suárez                   | 6,570   |
| Sauce                            | 6,132   |
| Atlántida *                      | 5,562   |
| تالا                             | 5,089   |
| Neptunia *                       | 4,774   |
| Pinamar – Pinepark *             | 4,724   |
| San Jacinto                      | 4,510   |
| Toledo                           | 4,397   |

| المدينة / البلدة       | السكان |
| ---------------------- | ------ |
| Villa Aeroparque       | 4,307  |
| Empalme Olmos          | 4,199  |
| Santa Rosa             | 3,727  |
| Marindia *             | 3,543  |
| Las Toscas *           | 3,146  |
| Cerrillos              | 2,508  |
| Estación Atlántida *   | 2,274  |
| Migues                 | 2,109  |
| San Bautista           | 1,973  |
| San Luis *             | 1,878  |
| Dr. Francisco Soca     | 1,797  |
| Montes                 | 1,760  |
| La Floresta *          | 1,595  |
| Fracc. sobre R.74      | 1,513  |
| San Antonio            | 1,489  |
| Villa San José         | 1,419  |
| Villa Felicidad        | 1,344  |
| Estación La Floresta * | 1,313  |
| Juanicó                | 1,305  |
| City Golf *            | 1,104  |
| Aguas Corrientes       | 1,047  |

## الحكومة والسياسة
تذكر المادة 262 من دستور الجمهورية تتولى المجالس الإدارية إدارة شؤون الإدارات باستثناء خدمة الأمن العام. تقع مقرات هذه المجالس في عواصم الإدارات، وتباشر أعمالها بعد مرور ستين يومًا على انتخابها. كما تنص المادة على أنه يجوز للعمدة تفويض السلطات المحلية بموافقة المجلس الإداري لأداء بعض المهام ضمن المناطق الإقليمية التابعة لكل منها.

### البلديات

خريطة بلديات الإدارة

أنشئت 29 بلدية في إدارة كانيلونيس بموجب القانون رقم 18,653 بتاريخ 15 مارس 2010، والتي حددت حدود اختصاصها الإقليمي بموجب المرسوم رقم 76 الصادر عن مجلس مقاطعة كانيلون بتاريخ 30 ديسمبر 2009.
أنشئت بلدية 15 مايو رقم 30 من إدارتي  بروغريسو ولاس بيدراس في عام 2013.
قائمة البلديات:
- 1) 18 de Mayo[11]
- 2) Aguas Corrientes
- 3) Atlántida
- 4) Barros Blancos
- 5) Canelones
- 6) Ciudad de la Costa
- 7) Colonia Nicolich
- 8) Empalme Olmos
- 9) La Floresta
- 10) La Paz
- 11) Las Piedras
- 12) Los Cerrillos
- 13) Migues
- 14) Montes
- 15) Pando
- 16) Parque del Plata
- 17) Paso Carrasco
- 18) Progreso
- 19) Salinas
- 20) San Antonio
- 21) San Bautista
- 22) San Jacinto
- 23) San Ramón
- 24) Santa Lucía
- 25) Santa Rosa
- 26) Sauce
- 27) Soca
- 28) Suárez
- 29) Tala
- 30) Toledo

### العلاقات الدولية
لإدارة كانيلونيس العديد من علاقات توأمة مع العديد من تقسيمات دول العالم منها:
- شانشي، الصين (1992)[12]
- مقاطعة بشنتشا، الإكوادور (2007)[13]
- إدارة سان بيدرو، باراغواي (2008)[14]
- كواويلا، المكسيك (2014)[15]
- الإدارة المركزية، باراغواي (2019)[16]
- ولاية أغواسكالينتس، المكسيك (2022)[17]